# Benoît Campion
Benoît Campion (* 12. Februar 1998 in Brest) ist ein französischer Leichtathlet, der sich auf den Mittelstreckenlauf spezialisiert hat.

## Sportliche Laufbahn und Leben
Erste internationale Erfahrungen sammelte Benoît Campion, der an der American International College in den Vereinigten Staaten studierte, im Jahr 2023, als er bei den World University Games in Chengdu in 3:38,61 min die Goldmedaille im 1500-Meter-Lauf gewann. Anschließend gelangte er bei den Straßenlauf-Weltmeisterschaften in Riga nach 3:57,62 min auf den achten Platz über die Meile.

## Persönliche Bestleistungen
- 1500 Meter: 3:34,34 min, 17. Juni 2023 in Nizza
  - 1500 Meter (Halle): 3:40,22 min, 11. Februar 2023 in Metz
  - 3000 Meter (Halle): 7:55,91 min, 3. Februar 2023 in Miramas